# Vendémiaire an II

## Événements
- 15 vendémiaire :

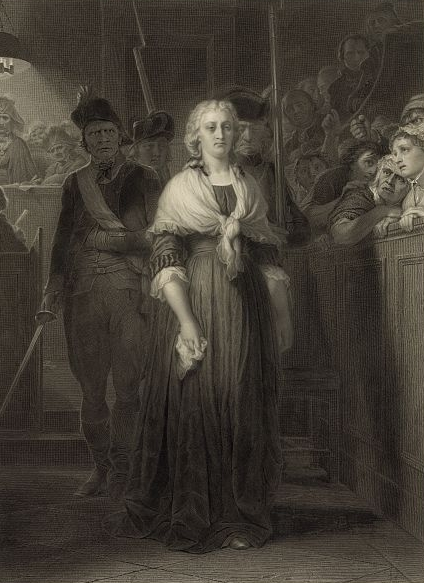
23 vendémiaire : Marie-Antoinette au Tribunal révolutionnaire, gravure d'après Paul Delaroche

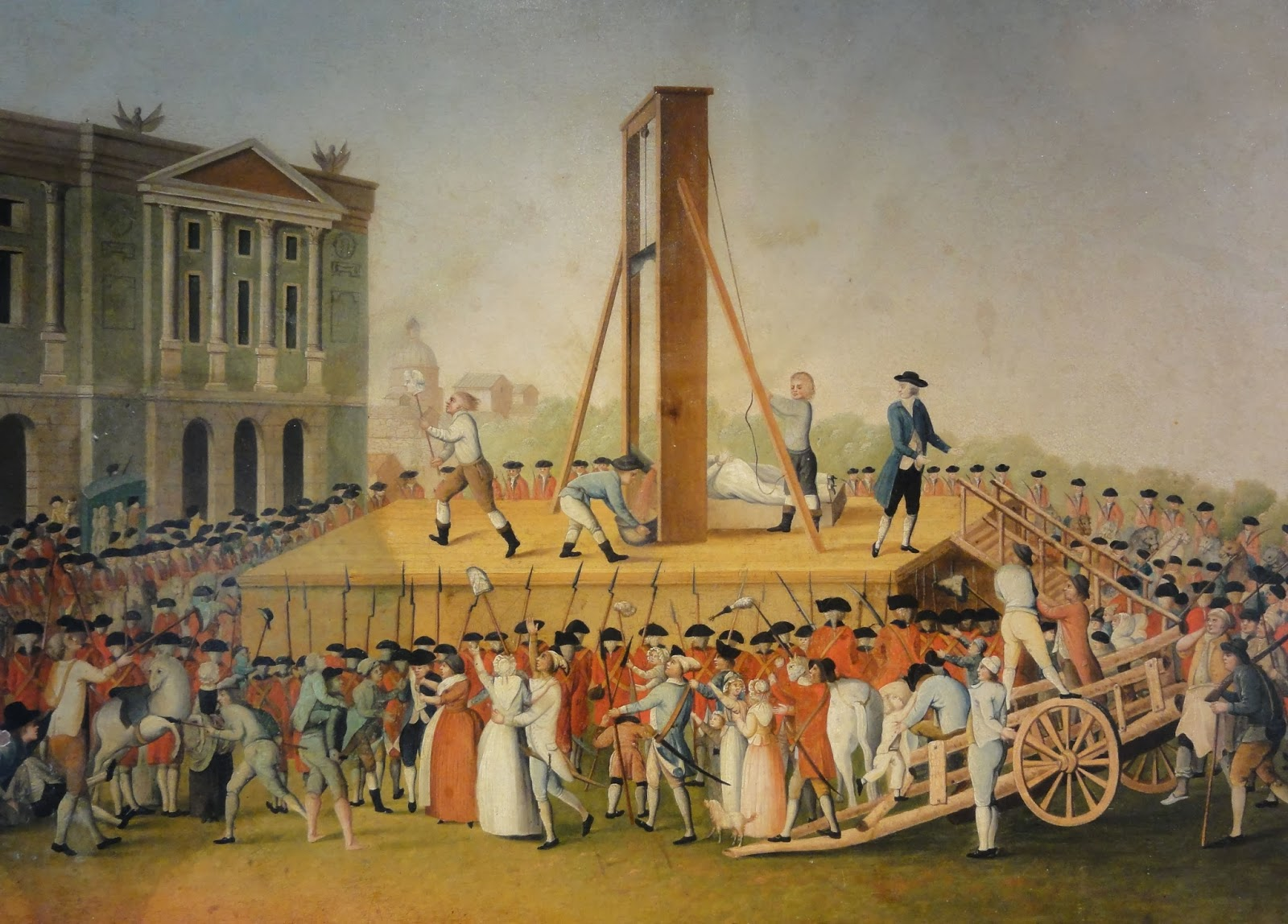
25 vendémiaire : Exécution de Marie-Antoinette

  - adoption du calendrier républicain, le lendemain du décret l’instituant
  - bataille de Treize-Septiers.

- 18 vendémiaire, France : 
  - fin du siège de Lyon.
  - Deuxième bataille de Moulin-aux-Chèvres.

- 19 vendémiaire, France : 
  - le gouvernement est déclaré révolutionnaire jusqu'à la paix;
  - décret d'adoption du calendrier républicain de Fabre d'Églantine.
  - capitulation de Lyon

- 20 vendémiaire : deuxième bataille de Châtillon.

- 21 vendémiaire : deuxième bataille de Noirmoutier

- 21 au 4 brumaire, France : deuxième vague de profanations des tombeaux de la nécropole de Saint-Denis[1].

- 22 vendémiaire : Première bataille de Wissembourg

- 23 vendémiaire, France : comparution de Marie-Antoinette devant le Tribunal.

- 24 vendémiaire : bataille de La Tremblaye.

- 24 - 25 vendémiaire : victoire française à la bataille de Wattignies. Cobourg abandonne le blocus de Maubeuge et se retire sur la Sambre[2]

- 25 vendémiaire, France : 
  - prononciation du verdict par le président Herman. Marie-Antoinette, condamnée à mort, est guillotinée vers 11 heures du matin[3];
  - décret de la Convention invitant les communes ayant des noms pouvant rappeler les souvenirs de la royauté, de la féodalité ou des superstitions, à les remplacer par d'autres dénominations

- 26 vendémiaire, France : 
  - défaite des Vendéens à Cholet.

- 27 vendémiaire au 3 nivôse, France :  Virée de Galerne.

## Décès
- 17 vendémiaire : John Hancock, né le 12 janvier 1737 à Braintree (Massachusetts) où il est mort, fut le président du second Congrès continental, au cours duquel il signa en premier la Déclaration d'indépendance des États-Unis d'Amérique. De 1780 à 1785, il fut le premier gouverneur de l’État du Massachusetts.
- 18 vendémiaire : Joseph-Marie Amiot (né en 1718), prêtre jésuite, astronome et historien français, missionnaire en Chine.
- 25 vendémiaire : 
  - John Hunter (né en 1728), chirurgien, pathologiste et anatomiste écossais.
  - Marie-Antoinette, reine de France guillotinée sur ordre du tribunal révolutionnaire (° 2 novembre 1755).
- 27 vendémiaire : John Wilson (né en 1741), mathématicien britannique.